# Sunetra Sarker
Sunetra Sarker (Liverpool, 25 de junho de 1973) é uma atriz inglesa, conhecida por seus papéis como Nisha Batra em Brookside, Anji Mittel em No Angels, Zoe Hanna em Casualty e Kaneez Paracha em Ackley Bridge. Em 2014, ela participou da décima segunda série de Strictly Come Dancing.